# Jeux des îles de l'océan Indien 2023
Pour l’article homonyme, voir Jeux des îles.
Navigation
Maurice 2019 Comores 2027
Les Jeux des Îles de l'océan Indien 2023 (JIOI 2023), événement sportif généralement organisé tous les quatre ans, ont eu lieu du 24 août au 3 septembre 2023 à Madagascar, qui a organisé la 11e édition de cet évènement pour la troisième fois.
Cette onzième édition regroupe sept entités politiques de l'océan Indien : Madagascar, La Réunion, les Seychelles, les Maldives, les Comores, Mayotte et Maurice.

## Présentation

### Attribution des jeux
Le 27 juillet 2019, le conseil général des Jeux décide d'attribuer pour la première fois l'organisation des Jeux des îles de l'Océan Indien 2023 aux Maldives.
Cependant, le pays connaissant des difficultés pour organiser l'événement à cause de la pandémie de Covid-19 a demandé un report de la compétition à 2025 ce qui a été refusé. En décembre 2020, l'organisation est retirée aux Maldives et attribuée à Madagascar. Initialement prévue pour être potentiellement organisée à Toamasina (Tamatave), le Conseil permanent international des JIOI désigne en 2022 quatre sites où les épreuves devraient être organisées (Antananarivo,  Mahajanga, Tôlanaro et l'île Sainte-Marie). La 11e édition des Jeux sera finalement organisée à Antananarivo est sa région comme pour les précédentes éditions malgaches de 1990 et 2007.
Madagascar débloque un budget de 34 milliards d'ariary pour l'organisation des jeux.

## Compétition

### Sports au programme
En mai 2023, en raison de contraintes logistiques et organisationnelles, le Conseil international des Jeux décide de retirer du programme toutes les épreuves prévues en dehors de la capitale, soit le surf, le tir à l'arc, la voile, le taekwondo, le rugby à sept, le kick-boxing, l'équitation, le beach-volley et le beach soccer. Le kick-boxing et le taekwondo sont finalement réintégrés, portant le nombre de sports au programme à 19 : 
- Athlétisme (incluant le handisport)
- Badminton
- Basket-ball (3x3 et à 5, Article détaillé)
- Boxe
- Cyclisme
- Football (Article détaillé)
- Haltérophilie
- Handball (Article détaillé)
- Judo
- Karaté
- Kick-boxing
- Lutte
- Natation (incluant le handisport)
- Pétanque
- Rugby à sept (Article détaillé)
- Taekwondo
- Tennis
- Tennis de table
- Volley-ball (Article détaillé)

### Sites des compétitions
Les cérémonies d'ouverture et de clôture ont eu lieu au Stade Barea à Antananarivo.
15 infrastructures ont été sélectionnées pour accueillir les compétitions.
| Sites                                       | Villes                                    | Statut   | Sports                                                                 |
| ------------------------------------------- | ----------------------------------------- | -------- | ---------------------------------------------------------------------- |
| Stade Barea                                 | Antananarivo                              | Rénové   | Cérémonies d'ouverture et de clôture Football et rugby à sept (finale) |
| Parking Stade Barea                         | Antananarivo                              | Rénové   | Basket-ball 3x3                                                        |
| Stade Alarobia                              | Antananarivo                              | Existant | Athlétisme (y compris handisport)                                      |
| Amphithéâtre CCI                            | Ivato (banlieue d'Antananarivo)           | Existant | Boxe et Kick-boxing                                                    |
| Parc d'exposition Forello                   | Tanjombato (banlieue d'Antananarivo)      | Existant | Badminton et Tennis de table                                           |
| Stade Elgeco Plus                           | Andoharanofotsy (banlieue d'Antananarivo) | Rénové   | Football                                                               |
| Rocade Iarivo                               | Antananarivo                              | Existant | Cyclisme                                                               |
| Complexe sportif CNaPS                      | Vontovorona                               | Existant | Handball et Pétanque                                                   |
| Palais des sports                           | Antananarivo                              | Existant | Basket-ball, Volley-ball (Demi-finale et finale) et Handball (Finale)  |
| Petit Palais                                | Antananarivo                              | Existant | Haltérophilie                                                          |
| Gymnase Ankorondrano                        | Antananarivo                              | Existant | Lutte et Judo                                                          |
| Gymnase Mahamasina                          | Antananarivo                              | Existant | Taekwondo et Karaté                                                    |
| Complexe sportif CNaPS                      | Vontovorona                               | Existant | Natation (y compris handisport)                                        |
| Kianja Maki                                 | Antananarivo                              | Existant | Rugby à sept                                                           |
| Amicale Culturelle et Sportive d'Ambohidahy | Antananarivo                              | Existant | Tennis                                                                 |
| Gymnase Ankatso                             | Antananarivo                              | Rénové   | Volley-ball                                                            |

### Calendrier
|  | Cérémonies |  | Jour de compétition |  | Jour de finale |

| Calendrier général  | Calendrier général  | Calendrier général  | Calendrier général | Calendrier général | Calendrier général | Calendrier général | Calendrier général | Calendrier général | Calendrier général | Calendrier général | Calendrier général | Calendrier général | Calendrier général |
| Juillet – août 2012 | Juillet – août 2012 | Juillet – août 2012 | 24                 | 25                 | 26                 | 27                 | 28                 | 29                 | 30                 | 31                 | 1                  | 2                  | 3                  |
| ------------------- | ------------------- | ------------------- | ------------------ | ------------------ | ------------------ | ------------------ | ------------------ | ------------------ | ------------------ | ------------------ | ------------------ | ------------------ | ------------------ |
| Cérémonies          | Cérémonies          |                     |                    | O                  |                    |                    |                    |                    |                    |                    |                    |                    | C                  |
| Athlétisme          | Athlétisme          |                     |                    |                    |                    |                    |                    |                    |                    |                    |                    |                    |                    |
| Athlétisme          | Para athlétisme     |                     |                    |                    |                    |                    |                    |                    |                    |                    |                    |                    |                    |
| Badminton           |                     |                     |                    |                    |                    |                    |                    |                    |                    |                    |                    |                    |                    |
| Basket-ball         | 5×5                 |                     |                    |                    |                    |                    |                    |                    |                    |                    |                    |                    |                    |
| Basket-ball         | 3×3                 |                     |                    |                    |                    |                    |                    |                    |                    |                    |                    |                    |                    |
| Boxe                |                     |                     |                    |                    |                    |                    |                    |                    |                    |                    |                    |                    |                    |
| Cyclisme            |                     |                     |                    |                    |                    |                    |                    |                    |                    |                    |                    |                    |                    |
| Football            |                     |                     |                    |                    |                    |                    |                    |                    |                    |                    |                    |                    |                    |
| Haltérophilie       |                     |                     |                    |                    |                    |                    |                    |                    |                    |                    |                    |                    |                    |
| Handball            |                     |                     |                    |                    |                    |                    |                    |                    |                    |                    |                    |                    |                    |
| Judo                |                     |                     |                    |                    |                    |                    |                    |                    |                    |                    |                    |                    |                    |
| Karate              |                     |                     |                    |                    |                    |                    |                    |                    |                    |                    |                    |                    |                    |
| Kickboxing          |                     |                     |                    |                    |                    |                    |                    |                    |                    |                    |                    |                    |                    |
| Lutte               |                     |                     |                    |                    |                    |                    |                    |                    |                    |                    |                    |                    |                    |
| Natation            | Natation            |                     |                    |                    |                    |                    |                    |                    |                    |                    |                    |                    |                    |
| Natation            | Para natation       |                     |                    |                    |                    |                    |                    |                    |                    |                    |                    |                    |                    |
| Pétanque            | Pétanque            | ∅                   |                    |                    |                    |                    |                    |                    |                    |                    |                    |                    |                    |
| Rugby à VII         |                     |                     |                    |                    |                    |                    |                    |                    |                    |                    |                    |                    |                    |
| Taekwondo           |                     |                     |                    |                    |                    |                    |                    |                    |                    |                    |                    |                    |                    |
| Tennis              |                     |                     |                    |                    |                    |                    |                    |                    |                    |                    |                    |                    |                    |
| Tennis de table     |                     |                     |                    |                    |                    |                    |                    |                    |                    |                    |                    |                    |                    |
| Volley-ball         |                     |                     |                    |                    |                    |                    |                    |                    |                    |                    |                    |                    |                    |

|  | Cérémonies |  | Jour de compétition |  | Jour de finale |

### Participants
Il y a 7 participants à ces Jeux des îles : 
- Comores
- La Réunion
- Madagascar (pays hôte)
- Maldives
- Mayotte
- Maurice
- Seychelles

## Organisation

### Identité sonore et visuelle
Le logo et l'hymne de la compétition sont dévoilés le 19 mai 2023 au centre de conférences international d'Ivato. Le logo comprend un maki, un lémurien endémique de Madagascar, qui est la mascotte de ces Jeux. L'hymne basé le slogan des jeux : « la victoire dans l’unité et la diversité », voit la participation des artistes de tout le pays.

Jeux des îles de l'océan Indien 2023

### Cérémonie d'ouverture
La cérémonie d'ouverture a lieu le 25 août 2023 au stade Barea devant 50 000 spectateurs dont le président Andry Rajoelina. Elle est marquée par une bousculade mortelle à l'entrée du stade, avec un bilan d'au moins 12 morts et de 80 blessés.

#### Représentants présents
| Pays            | Personnalité          | Titre                                                                    |
| --------------- | --------------------- | ------------------------------------------------------------------------ |
| Comores         | Azali Assoumani       | Président de l'Union des Comores et de l'Union Africaine                 |
| Union africaine | Azali Assoumani       | Président de l'Union des Comores et de l'Union Africaine                 |
| Madagascar      | Andry Rajoelina       | Président de la république de Madagascar                                 |
| Maldives        | Ahmed Mahloof (en)    | Ministre de la jeunesse, des sports et de l'émancipation des communautés |
| Maurice         | Prithvirajsing Roopun | Président de la république de Maurice                                    |
| Seychelles      | Wavel Ramkalawan      | Président de la république des Seychelles                                |

## Tableau des médailles
Le tableau suivant présente le bilan par nation des médailles obtenues lors de ces Jeux :
| Rang | Nation     | Or  | Argent | Bronze | Total |
| ---- | ---------- | --- | ------ | ------ | ----- |
| 1    | Madagascar | 121 | 71     | 80     | 272   |
| 2    | Maurice    | 91  | 89     | 103    | 283   |
| 3    | La Réunion | 80  | 90     | 74     | 244   |
| 4    | Seychelles | 11  | 33     | 40     | 84    |
| 5    | Comores    | 5   | 10     | 16     | 31    |
| 6    | Maldives   | 5   | 9      | 14     | 28    |
| 7    | Mayotte    | 3   | 11     | 24     | 38    |

      Pays organisateur 